# Licor Karpy
Licor Karpy es una marca comercial de licor de Naranja de Destilerías Acha.

## El producto
El nombre surgió en honor a las dos nietas del fundador Carmen y Pilar.
Parte del pueblo de Amurrio (Álava) España, localidad donde se encuentra la destilería, vivió en su día en torno a las naranjas. Para producir unas gotas de Licor Karpy hacían falta peladuras de muchas naranjas. Mientras las cáscaras entraban en los alambiques para su maceración, las naranjas peladas se iban amontonando en paquetes de un kilo, que posteriormente se vendían a los vecinos.
Las fábricas de refrescos cambiaron la tradición y empezaron a comprar la fruta pelada para sus mezclas. Durante muchos años, la fábrica Kas acudía a Amurrio para llevarse toneladas de naranjas peladas.

## El equipo ciclista
Karpy no solo dejó para el recuerdo permanente un gran licor; además tuvo su propio equipo ciclista que participó en la Vuelta a España (1967, 1968, 1969, 1970, 1971 y 1972).
Los deportistas del equipo Karpy empezaron siendo empleados de la propia fábrica. Luego la envergadura del equipo creció y su profesionalidad y calidad fueron aumentando para alcanzar los primeros puestos en las carreras y vueltas nacionales y extranjeras.
El equipo ciclista Karpy nació para potenciar la marca del licor en 1967 y estuvo en la cumbre hasta 1972.

## Elaboración
El licor Karpy se elabora macerando y destilando las peladuras de naranja amarga y naranja dulce por separado. Una vez realizado este proceso, se mezclan con agua con glucosa y fructosa, alcohol y agua destilada. Esta mezcla se deja reposar de dos a tres meses y posteriormente se filtra y embotella.